# Herbert Feigl
Herbert Feigl (Reichenberg, 14 dicembre 1902 – Minneapolis, 1º giugno 1988) è stato un filosofo austriaco.
Herbert nacque a Reichenberg, all'epoca appartenente all'Austria, oggi, con il nome di Liberec, alla Repubblica Ceca, da una famiglia di origine ebrea. Il giovane Feigl si appassionò allo studio della scienza e della filosofia grazie all'opera di Albert Einstein e di Moritz Schlick. Del secondo fu prima allievo e poi collaboratore, divenendo membro del Circolo di Vienna e fautore del positivismo logico.
Intraprese i suoi primi studi a Monaco di Baviera, trasferendosi successivamente a Vienna.  Nel 1927 conseguì il dottorato in filosofia con una tesi sul ruolo di probabilità e induzione nelle scienze naturali (in inglese: Chance and Law: An Epistemological Analysis of the Roles of Probability and Induction in the Natural Sciences). Nel 1930 vinse una borsa di studio per un soggiorno negli Stati Uniti.
Il soggiorno americano divenne definitivo con l'avvento del nazismo. Feigl ottenne una serie di incarichi presso le Università Harvard, dello Iowa e del Minnesota. Quest'ultima divenne la sede del Center for Philosophy of Science fondato da Feigl nel 1953. L'istituto svolse un ruolo decisivo nel riconoscimento della filosofia della scienza, di chiara matrice positivista  all'interno del mondo accademico. Il Centro richiamò studiosi da tutto il mondo e diede impulso alle ricerche epistemologiche con la pubblicazione dei Minnesota Studies in the Philosophy of Science. Feigl lasciò l'incarico di direttore del Centro nel 1971 ma continuò a lavorare fino alla morte avvenuta a Minneapolis (Minnesota) il 1º giugno 1988.